# Darkthrone
I Darkthrone sono un gruppo musicale black metal norvegese formatosi a Kolbotn nel 1987.
Dopo aver iniziato come gruppo death metal, si sono spostati verso il black metal a partire dal secondo disco A Blaze in the Northern Sky, pubblicando dischi con una cadenza molto regolare. A partire da The Cult Is Alive del 2006, hanno cambiato nuovamente stile musicale introducendo massicce influenze punk e heavy metal classico.
Fino ad oggi hanno pubblicato venti album di studio (diciannove se non si considera tale anche Goatlord), due raccolte e tre EP.

## Storia del gruppo

### 1987 - 1991
La band si forma nel 1987 con il nome Black Death a Kolbotn ed è composta inizialmente dal batterista e cantante Gylve Fenris Nagell e dal chitarrista Anders Risberget. Il gruppo, dedito al death metal, compone ben presto il primo demo Trashcore, contenente tracce come Pizzabreath e Black Death's Nuke War. Subito dopo questo demo, con artwork disegnato dallo stesso Nagell, entra nel gruppo il bassista Ivar Enger, con cui viene registrato il secondo demo Black Is Beautiful.
A questo punto il gruppo decide di cambiare nome in Darkthrone, prendendo spunto dalla traccia dei Celtic Frost Jewel Throne, contenuta nell'album To Mega Therion del 1985. Inoltre Nagell cambia il suo nome in Fenriz, ispirandosi al lupo della mitologia norrena Fenrir, mentre Enger si sposta alla chitarra assumendo lo pseudonimo Zephyrous. Tra le sue prime influenze, oltre agli stessi Celtic Frost, la band dichiara il thrash metal, i Deep Purple e i Nihilist (futuri Entombed). Dopo l'entrata di Dag Nilsen al basso, i Darkthrone registrano e pubblicano il demo Land of Frost, contenente cinque tracce, nel marzo 1988, dopo il quale si registra l'uscita di Risberget.
Il successivo demo A New Dimension vede l'ingresso in formazione di Ted Skjellum, con lo pseudonimo Nocturno Culto, nel luglio 1988. Nel 1989 vedono la luce altri due demo, Thulcandra e Cromlech, rispettivamente a marzo e dicembre, mentre Fenriz forma il progetto parallelo Isengard, con cui pubblica il demo Spectres Over Gorgoroth. Nel 1990 vengono ristampati Cromlech e Thulcandra in un unico disco, per la prima volta con il logo della band in copertina; una copia del disco giunge all'etichetta britannica Peaceville Records, che in seguito avrebbe pubblicato album di Paradise Lost, Anathema, My Dying Bride e At the Gates. Dopo aver firmato un contratto con la Peaceville, i Darkthrone suonano alcuni concerti assieme ai Cadaver e poi si recano in Svezia per registrare il loro album di debutto assieme al produttore Tomas Skogsberg: Soulside Journey esce in quello stesso anno e presenta ancora tutte le caratteristiche proprie del death metal. L'album si inserisce all'interno della scena death metal scandinava, accanto a gruppi come Entombed, Edge of Sanity e Tiamat, in netta contrapposizione quindi alla scena black metal che si stava in quel periodo radunando attorno al negozio di dischi Helvete ad Oslo, posseduto da Euronymous dei Mayhem. Secondo le stesse dichiarazioni del gruppo, però, già all'epoca della pubblicazione del debutto tutti i componenti, con l'eccezione di Dag Nilsen, erano stanchi di suonare death metal e avevano già iniziato ad ascoltare i gruppi black metal norvegesi.

### 1992 - 1995: The Unholy Trinity
Questo è il periodo nel quale il gruppo realizza e pubblica gli album A Blaze in the Northern Sky, Under a Funeral Moon e Transilvanian Hunger. La cosiddetta "Unholy Trinity" ("trinità profana"), che rappresenta per certi versi l'apice creativo dei Darkthrone, la cui influenza sul genere black metal della seconda ondata è assoluta, totale.
Presto infatti la band comincia a frequentare l'Helvete e viene impressionata positivamente dalla scena, tanto da decidere di abbandonare definitivamente il death metal e subendo l'influenza di Mayhem, Hellhammer, Venom, Bathory e Sarcófago. Soulside Journey viene pubblicizzato con alcuni concerti in Finlandia assieme al gruppo speed metal Prestige; di ritorno dal tour la band decide di cambiare radicalmente stile musicale e inizia a suonare black metal. Inoltre le demo per il secondo disco, registrate poco prima, vengono ritenute inadatte e scartate, e verranno pubblicate solo nel 1996 con il nome di Goatlord.
Inoltre viene deciso, di comune accordo, di lasciare uscire dalla band Nilsen, ancora appassionato di death metal, ma di permettergli di suonare come session player nelle registrazioni del secondo disco.
Nel 1992 vede la luce A Blaze in the Northern Sky, il primo album black della band, caratterizzato da un'estrema violenza sonora e da una produzione volutamente approssimativa. L'album è molto influenzato dai Bathory, dai Possessed e soprattutto dai Celtic Frost. Il disco è accolto molto bene dalla scena estrema norvegese, ed è considerato uno dei migliori della carriera dei Darkthrone, oltre che dell'intero black metal. All'epoca della sua registrazione, la band si era ridotta ai soli Fenriz, Nocturno Culto e Zephyrous, dato che il bassista Dag Nilsen aveva abbandonato il gruppo subito dopo la registrazione del disco. Dopo la pubblicazione del disco i Darkthrone decidono di annullare un tour previsto in Gran Bretagna, rifiutano di rilasciare interviste e soprattutto di suonare dal vivo, decisione che hanno mantenuto fino ad oggi.
All'inizio del 1993 esce Under a Funeral Moon, che prosegue sulle linee stilistiche del precedente lavoro e con una produzione sempre più scarna e approssimativa sancisce la totale conversione allo stile black metal dei Darkthrone, e viene considerato una pietra miliare nello sviluppo dell'intero genere. Nel 1994 Fenriz pubblica, con il suo progetto parallelo Isengard, la raccolta di demo Vinterskugge, cui segue dopo pochi mesi il quarto disco dei Darkthrone, intitolato Transilvanian Hunger, in cui la band si riduce ai soli Fenriz e Nocturno, dato che Zephyrous lascia la band per problemi personali.
Il disco riceve moltissime critiche e accuse di neonazismo al duo, dal momento che nelle prime stampe sul retro vengono stampate le frasi True Norwegian Black Metal e Norsk Arisk Black Metal (black metal norvegese ariano). A causa di molte critiche da parte dei distributori, l'ultima frase viene eliminata nelle ristampe successive.  Inizialmente la band aveva l'intenzione di scrivere un'ulteriore dichiarazione all'interno del disco, ossia:
(Darkthrone)
In una dichiarazione pubblica, la Peaceville Records cita questa frase e commenta che, pur non potendo censurare i propri artisti, condanna apertamente questa posizione. I Darkthrone scrivono una scusa formale, chiarendo anche che la parola ebreo fa semplicemente parte dello slang giovanile norvegese e indica una persona poco sveglia. Il gruppo definisce quindi la questione "un fraintendimento culturale". Dopo la pubblicazione del disco, la band e la Peaceville rescindono il contratto.
Inoltre quattro delle otto tracce del disco presentano testi scritti da Varg Vikernes, che all'epoca era stato già condannato a 21 anni di carcere per l'omicidio del chitarrista dei Mayhem, Euronymous.
Lo stesso titolo fu oggetto di fortissime critiche: la stampa lo ricollegò infatti alla morte di Dead dei Mayhem. Pare infatti che al momento del suicidio Dead indossasse una maglietta con la scritta I Love Transilvania e secondo la leggenda il chitarrista dei Mayhem, Euronymous, ritrovato il corpo ne avrebbe mangiato il cervello. Secondo alcuni, dall'unione di questi due fatti sarebbe scaturito il titolo Transilvanian Hunger, che significa fame transilvanica.
Verso la fine del 1994 Fenriz pubblica il disco Caravans from Empire Algol con il suo secondo progetto parallelo, chiamato Neptune Towers e dedicato a sperimentazioni ambient. Poco dopo entra nei DHG come turnista, ma decide presto di abbandonare questo gruppo e nel 1995 suona nel disco At the End of the Bow dei Ved Buens Ende assieme a componenti di Ulver, Arcturus, Satyricon e DHG.

### 1995 - 2000
Infine, Fenriz pubblica il secondo e ultimo disco ufficiale con gli Isengard, dal titolo Høstmørke, prima di dedicarsi alla registrazione del quinto disco dei Darkthrone, Panzerfaust che esce nel marzo 1995 per la Moonfog di Satyr Wongraven. Anche questo disco vede la partecipazione di Vikernes, che scrive i testi per la traccia Quintessence . In risposta alle critiche ricevute da Transilvanian Hunger, il gruppo pubblica una frase nel booklet che dice:
(Darkthrone)
Dopo questa uscita sia Fenriz che Nocturno Culto si dedicano a svariati progetti paralleli che fanno sì che i due non abbiano molto tempo da dedicare ai Darkthrone. In queste circostanze viene pubblicato nel 1996 Total Death, ritenuto spesso inferiore ai suoi predecessori. Fenriz non partecipa alla scrittura dei testi, a cui invece contribuiscono Garm degli Ulver, Ihsahn degli Emperor, Carl-Michael Eide dei Ved Buens Ende e Satyr dei Satyricon.
Sempre nel 1996, esce anche Goatlord, album in realtà registrato fra Soulside Journey e A Blaze in the Northern Sky e che doveva in realtà essere il secondo disco della band con sonorità death metal, prima di essere accantonato e in seguito registrato in stile black metal, e che fu presto stroncato dalla critica e dai fan.
Nel 1997 Fenriz si registra Heading for Mars assieme ai Valhall, suonando le parti di batteria. Nel 1998 e nel 1999 vedono la luce i due album di tributo Darkthrone Holy Darkthrone e The Next Thousand Years Are Ours, con la partecipazione di Gorgoroth, Immortal, Satyricon, Emperor e molti altri.
Anche a causa del crescente disinteresse di Nocturno Culto per il gruppo, durante questi tre anni non si registra alcuna uscita ufficiale, fino al 1999, quando il duo pubblica Ravishing Grimness, superiore al suo predecessore e con una produzione molto più pulita. Quello stesso anno Fenriz prosegue le sue attività al di fuori dei Darkthrone: partecipa alla registrazione dell'album degli Ulver Themes from William Blake's The Marriage of Heaven and Hell e forma il supergruppo Eibon assieme a Phil Anselmo di Pantera e Down, Satyr dei Satyricon, Killjoy dei Necrophagia e Maniac dei Mayhem. Il gruppo ha breve vita, e registra solo la traccia Mirror Soul Jesus, che viene inclusa nella compilation Moonfog 2000 - A Different Perspective.
Nel 2000 vede la luce Preparing for War, compilation che raccoglie le prime demo della band e alcune performance live, e l'anno seguente esce Plaguewielder, che ritorna ad un suono grezzo e influenzato dal thrash metal.

### 2000 - oggi
Nel 2002 Nocturno Culto e Fenriz sono occupati nella scrittura dei pezzi del nuovo album, provvisoriamente intitolato Leper Unction. Il disco, registrato e mixato in sole 26 ore, viene pubblicato nel 2003 con il titolo Hate Them; il successivo Sardonic Wrath, che esce nel 2004, è l'ultimo album con la Moonfoog. Questi due dischi, sebbene ancora in gran parte fedeli al black metal degli esordi, segnano l'introduzione di riff più melodici derivati dalla NWOBHM.
In quello stesso anno Nocturno Culto, per mezzo della sua etichetta Tyrant Syndicate, ristampa tutti i vecchi lavori della band, mentre Fenriz crea la compilation Fenriz Presents... The Best of Old-School Black Metal, con tracce di Sarcófago, Mercyful Fate, Burzum, Mayhem, Tormentor, Samael, Destruction, Sodom, Bathory, Celtic Frost, Hellhammer, Bulldozer e Venom. Inoltre Nocturno Culto partecipa al demo dei Vidsyn On Frostbitten Path Beneath.
Nell'agosto 2004, per la prima volta dopo più di dieci anni, i Darkthrone si esibiscono dal vivo al Wacken Open Air con i Satyricon come band di supporto, suonando Kathaarian Life Code, The Hordes of Nebulah, Transilvanian Hunger e Under a Funeral Moon.
A settembre Nocturno Culto forma il supergruppo black metal Helvete, assieme a Nattefrost dei Carpathian Forest, General K dei Disiplin e Faust Eithun di Emperor e Dissection. Dopo la pubblicazione di alcune ristampe su vinile in edizione limitata curate da Back on Black Records, Sardonic Wrath riceve una nomination nella categoria metal agli Alarm Awards, l'equivalente norvegese dei Grammy Awards. Fenriz e Nocturno Culto rifiutano di partecipare alla cerimonia e chiedono l'annullamento della candidatura, dichiarando:
(Fenriz)
 Alla fine di quest'anno la band decide di firmare nuovamente con la Peaceville Records.
Nel 2005 Nocturno Culto partecipa come ospite al disco degli Scum Gospels for the Sick, ed esce nel solo Giappone l'EP Under Beskyttelse Av Mørke. L'anno seguente viene pubblicato un secondo EP intitolato Too Old Too Cold, con la collaborazione di Grutle Kjellson degli Enslaved e una reinterpretazione di Love in a Void dei Siouxsie and the Banshees. Subito dopo il duo pubblica The Cult Is Alive, caratterizzato da influenze punk e crust punk, che porta alla band molte critiche a causa della presunta commercializzazione del sound.
Dopo un'ulteriore partecipazione di Nocturno Culto al supergruppo Secht, con componenti di Carpathian Forest, Gorgoroth, Taake e Aura Noir, viene pubblicato il 7" in edizione limitata Forebyggende Krig, contenente una reinterpretazione di Bad Attitude dei The Testors. Dopo un'apparizione come ospite al disco Sadness and Wrath degli Svartahrid, Nocturno Culto filma e pubblica il documentario The Mysanthrope, contenente materiale live inedito.
Nel 2007 il gruppo prosegue sulla strada stilistica tracciata da The Cult Is Alive, pubblicando F.O.A.D. e l'EP NWOBHM, un tributo all'omonimo movimento. Nel 2008 esce Dark Thrones and Black Flags, che ridefinisce ulteriormente il nuovo stile fondendo punk, heavy metal classico e black metal. Nello stesso anno esce Frostland Tapes, una raccolta che riunisce i primi quattro demo della band, i demo di Goatlord e un concerto registrato nel 1990 in Danimarca, mentre nel 2010 vede la luce Circle the Wagons, che riprende dove Dark Thrones and Black Flags aveva lasciato.
Nel luglio 2012 i Darkthrone annunciano un nuovo album intitolato The Underground Resistance, che viene pubblicato il 25 febbraio 2013. Il sedicesimo album, Arctic Thunder , viene pubblicato il 14 ottobre 2016. Il 22 ottobre dello stesso anno, la band annuncia via Facebook l'uscita della compilation The Wind of 666 Black Hearts. L'album, pubblicato il 25 novembre, è composto di demo registrate tra il 1991 e il 1992 per brani poi apparsi in A Blaze in the Northern Sky e Under a Funeral Moon. Il 31 maggio 2019 viene pubblicato il nuovo album di studio intitolato Old Star. Il 25 giugno 2021 è la volta di Eternal Hails......, diciottesimo album in studio del gruppo, pubblicato dalla Peaceville Records. Il 28 ottobre 2022 la band pubblica Astral Fortress.

## Formazione
Attuale
- Nocturno Culto – voce, chitarra, basso (1988-presente)
- Fenriz – chitarra, basso, batteria, cori (1986-presente)

Ex componenti
- Anders Risberget – chitarra (1988)
- Zephyrous – chitarra (1988-1993)
- Dag Nilsen – basso (1988-1991)
- Mikolas Simankevicius – sintetizzatore (1988-1991)

## Discografia

### Album in studio
- 1991 – Soulside Journey
- 1992 – A Blaze in the Northern Sky
- 1993 – Under a Funeral Moon
- 1994 – Transilvanian Hunger
- 1995 – Panzerfaust
- 1996 – Total Death
- 1999 – Ravishing Grimness
- 2001 – Plaguewielder
- 2003 – Hate Them
- 2004 – Sardonic Wrath
- 2006 – The Cult Is Alive
- 2007 – F.O.A.D.
- 2008 – Dark Thrones and Black Flags
- 2010 – Circle the Wagons
- 2013 – The Underground Resistance
- 2016 – Arctic Thunder
- 2019 – Old Star
- 2021 – Eternal Hails......
- 2022 – Astral Fortress
- 2024 – It Beckons Us All.......

### Raccolte
- 1996 – Goatlord
- 2000 – Preparing for War
- 2008 – Frostland Tapes
- 2011 – Sempiternal Past - The Darkthrone Demos
- 2012 – Introducing Darkthrone
- 2014 – Black Death and Beyond
- 2016 – Wind of 666 Black Hearts

### EP
- 2005 – Under Beskyttelse Av Mørke
- 2006 – Too Old Too Cold
- 2007 – NWOBHM

### Singoli
- 2006 – Too Old Too Cold
- 2006 – Forebyggende Krig
- 2013 – Leave No Cross Unturned
- 2017 – Burial Bliss/Visual Aggression

### Album tributo
- 1998 – Darkthrone Holy Darkthrone
- 1999 – The Next Thousand Years Are Ours